# Rišňovce
Rišňovce este o comună slovacă, aflată în districtul Nitra din regiunea Nitra, pe malul râului Andač⁠(d). Localitatea se află la altitudinea de 159 m deasupra n.m., se întinde pe o suprafață de 18,79 km2 și în 2017 număra 2.075 de locuitori.

## Istoric
Localitatea Rišňovce este atestată documentar din 1272.

## Demografie
| An:                | 1994 | 2004   | 2014   | 2024   |
| ------------------ | ---- | ------ | ------ | ------ |
| Număr de persoane: | 1909 | 1988   | 2054   | 2132   |
| Diferență:         |      | +4,13% | +3,31% | +3,79% |

| An:                | 2023 | 2024   |
| ------------------ | ---- | ------ |
| Număr de persoane: | 2121 | 2132   |
| Diferență:         |      | +0,51% |